# Takuma Sato
Takuma Sato (佐藤 琢磨, Satō Takuma, Tóquio, 28 de Janeiro de 1977) é um piloto japonês de automobilismo.
Sato correu de 2002 a 2008 na Fórmula 1, sendo o segundo piloto japonês com mais pontos nesta categoria, atrás apenas de Kamui Kobayashi. Também foi o segundo piloto nipônico a subir no pódio na Fórmula 1.
Desde 2010 corre na IndyCar Series. Em 2013, ao vencer o Grande Prêmio de Long Beach (a corrida de rua de maior prestígio dos Estados Unidos), tornou-se o primeiro piloto japonês a conquistar uma vitória na categoria.
Em 2017, aos 40 anos, venceu a 101ª edição da tradicional prova das 500 Milhas de Indianápolis, tornando-se o primeiro piloto asiático a vencer tal prova, e conquistando o maior feito individual de um piloto nipônico sobre quatro rodas. Ele já havia flertado com a vitória nas 500 Milhas em 2012: na última volta, tentou passar Dario Franchitti por dentro na curva 1. Ele rodou, bateu, e deixou a vitória nas mãos do escocês.
Em 2020 Sato repetiria o feito, vencendo a edição daquele ano das 500 milhas de Indianápolis.
Por fim, Sato, Kobayashi e Aguri Suzuki são os únicos pilotos asiáticos que já chegaram ao pódio na Fórmula 1.

## Carreira

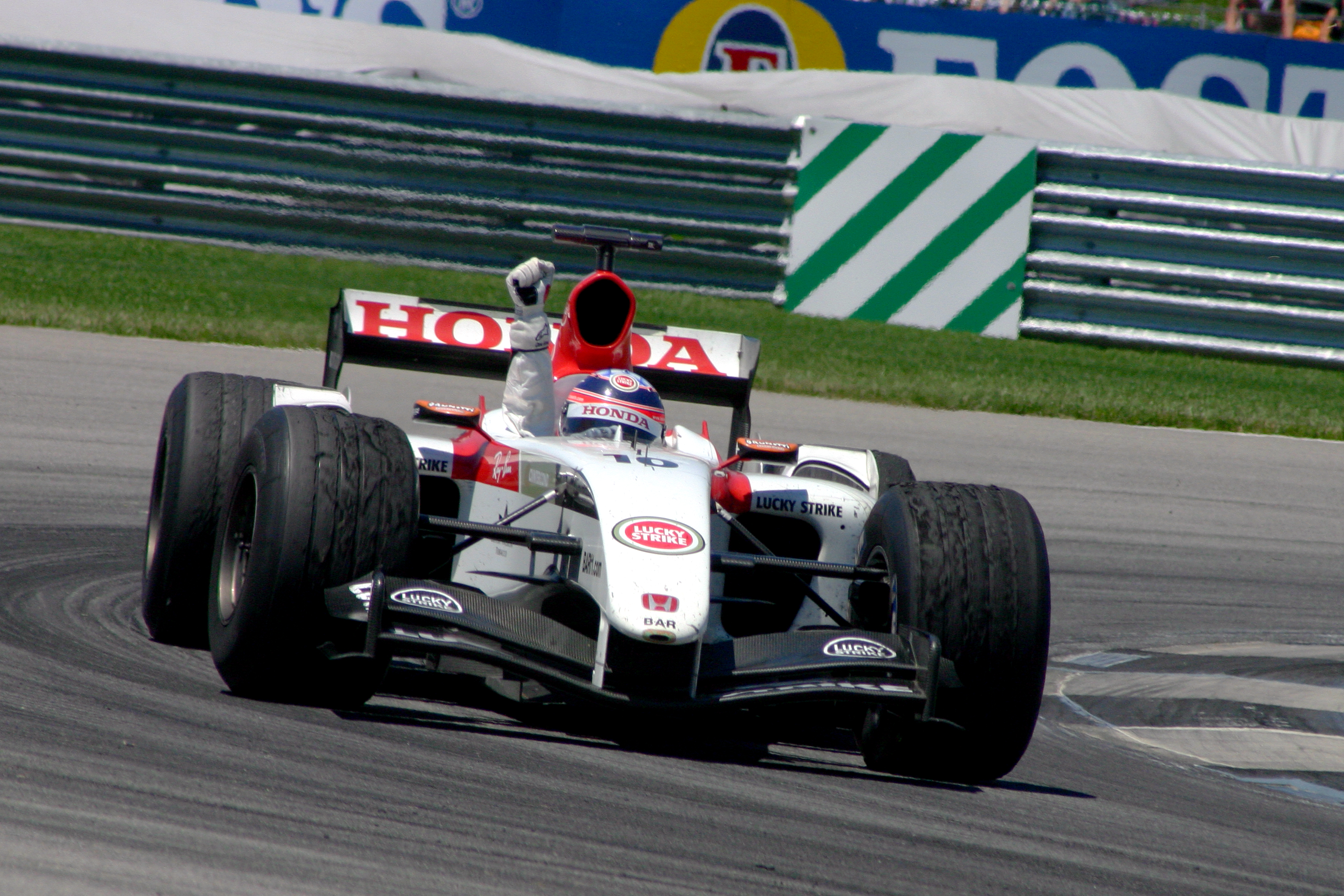
Sato comemorando o primeiro pódio conquistado no Grande Prêmio dos Estados Unidos de 2004.

Em 2001, a Honda o levou à Fórmula 1, como piloto de testes da British American Racing (BAR). Neste ano, Takuma Sato também disputou o Campeonato Britânico de Fórmula 3, quebrando o recorde de vitórias. Foi o primeiro em doze das treze corridas; Sato se tornou o primeiro piloto japonês a ser campeão no Campeonato Britânico de Fórmula 3. Venceu também a Marlboro Masters da F3, em Zandvoort, e a corrida internacional que antecedeu o Grande Prêmio da Grã-Bretanha.
Sato faria sua primeira corrida oficial na Fórmula 1 na temporada seguinte, pela equipe Jordan, tendo como ponto alto o quinto lugar no Grande Prêmio do Japão — na época, apenas os seis primeiros pontuavam.
Em 2003, tornou a ser piloto de testes na BAR, mas entrou no lugar de Jacques Villeneuve em Suzuka e terminou em sexto.
Em 2004 e 2005, correu pela BAR. Em 2004, foi ao pódio pela primeira e única vez na Fórmula 1, quando chegou em terceiro lugar no Grande Prêmio dos Estados Unidos de 2004, disputado no circuito misto de Indianápolis. Este foi o segundo pódio da história conquistado por um piloto japonês na Fórmula 1.
Em 2005, não conseguiu resultados muito convincentes para a equipe por seu carro acabar batendo em grandes prêmios e pelo seu carro no ano de 2005 ter se tornado muito inferior aos demais do grid, mesmo assim foi muito inferior ao seu companheiro de equipe. O que o fez perder o lugar para o brasileiro Rubens Barrichello na nova equipe Honda, em 2006.
Em 2006 passou a competir pela equipe japonesa Super Aguri. Seu melhor resultado foi um sexto lugar no Grande Prêmio do Canadá de 2007 quando ultrapassou Fernando Alonso, que estava com problemas hidráulicos e não conseguiu segurar a posição. Deixou a categoria em 2008, após o fim da equipe, no Grande Prêmio da Espanha.

### IndyCar

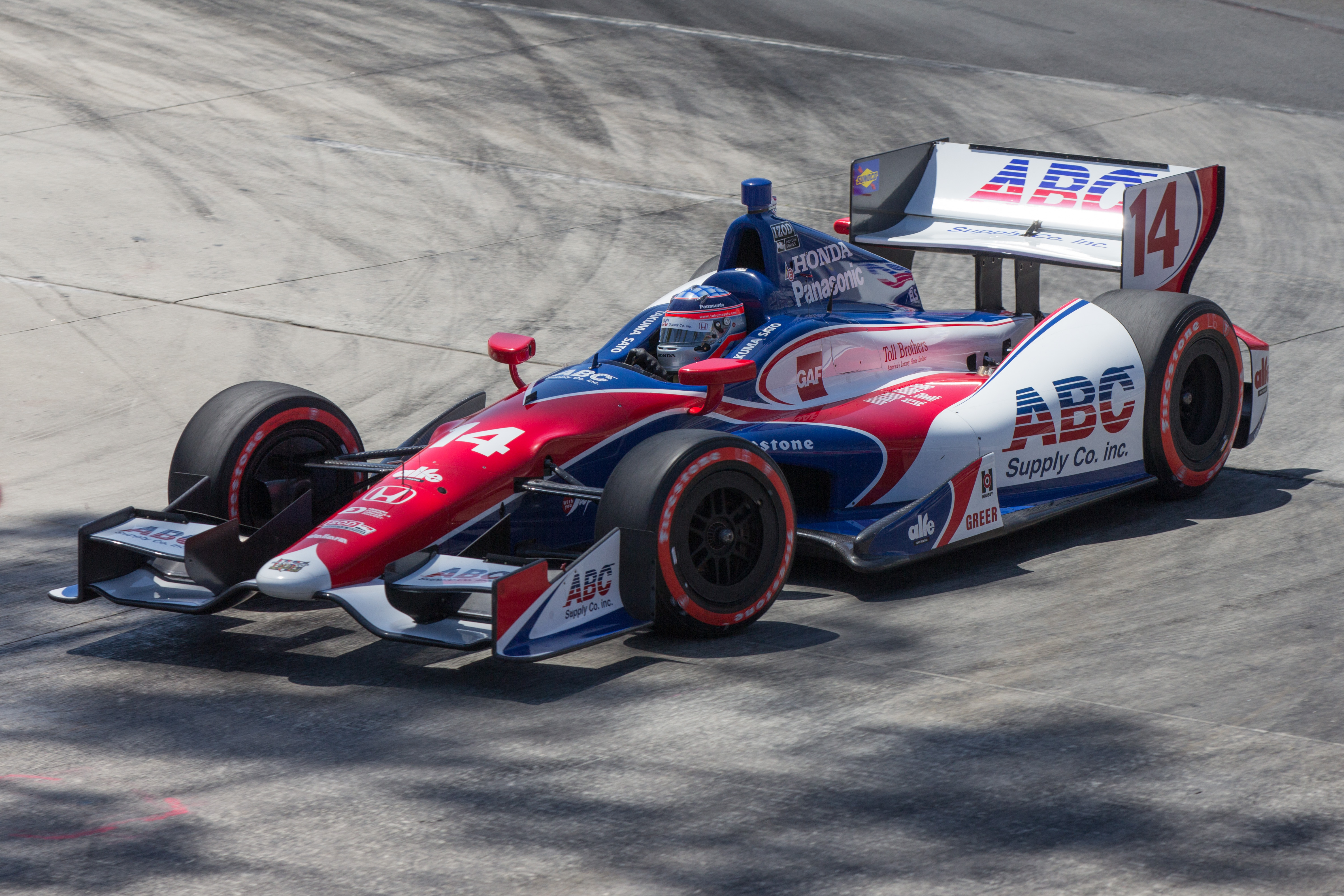
Takuma Sato na IndyCar Series em 2013.

Disputou de forma integral a temporada 2010 da IndyCar Series na equipe KV Racing com o carro número 5, com o patrocínio da Lotus Cars. Sato não fez uma boa temporada, tendo conquistado a 21.ª posição no campeonato geral com 214 pontos, muitas batidas e poucas provas concluídas.
Em 2013, Sato conquistou a primeira vitória de um japonês na IndyCar no Grande Prêmio de Long Beach pela tradicional equipe AJ Foyt chegando até liderar o campeonato.
Em 2017, pela Andretti Autosport se tornou o primeiro japonês a ganhar as 500 Milhas de Indianápolis.
Em 2020, Sato conquistou pela segunda vez as 500 Milhas de Indianápolis.

### Fórmula E
Em 2014, durante as férias da IndyCar Series, Sato passou a disputar a Fórmula E pela equipe Amlin Aguri.

## Resultados

### Fórmula 1
| Ano  | Equipe                 | Chassi           | Motor                | 1       | 2      | 3       | 4       | 5       | 6       | 7       | 8       | 9       | 10      | 11      | 12      | 13     | 14      | 15     | 16      | 17     | 18      | 19      | Classificação | Pontos |
| ---- | ---------------------- | ---------------- | -------------------- | ------- | ------ | ------- | ------- | ------- | ------- | ------- | ------- | ------- | ------- | ------- | ------- | ------ | ------- | ------ | ------- | ------ | ------- | ------- | ------------- | ------ |
| 2002 | DHL Jordan Honda       | Jordan EJ12      | Honda RA002E 3.0 V10 | AUS Ret | MAL 9  | BRA 9   | SMR Ret | ESP Ret | AUT Ret | MON Ret | CAN 10  | EUR 16  | GBR Ret | FRA Ret | ALE 8   | HUN 10 | BEL 11  | ITA 12 | EUA 11  | JAP 5  |         |         | 15º           | 2      |
| 2003 | Lucky Strike BAR Honda | BAR 005          | Honda RA003E 3.0 V10 | AUS     | MAL    | BRA     | SMR     | ESP     | AUT     | MON     | CAN     | EUR     | FRA     | GBR     | ALE     | HUN    | ITA     | EUA    | JAP 6   |        |         |         | 18º           | 3      |
| 2004 | Lucky Strike BAR Honda | BAR 006          | Honda RA004E 3.0 V10 | AUS 9   | MAL 15 | BAR 5   | SMR 16  | ESP 5   | MON Ret | EUR Ret | CAN Ret | EUA 3   | FRA Ret | GBR 11  | ALE 8   | HUN 6  | BEL Ret | ITA 4  | CHN 6   | JAP 4  | BRA 6   |         | 8º            | 34     |
| 2005 | Lucky Strike BAR Honda | BAR 007          | Honda RA005E 3.0 V10 | AUS 14  | MAL PO | BAR Ret | SMR DSQ | ESP     | MON     | EUR 12  | CAN Ret | EUA DNS | FRA 11  | GBR 16  | ALE 12  | HUN 8  | TUR 9   | ITA 16 | BEL Ret | BRA 10 | JAP DSQ | CHN Ret | 23º           | 1      |
| 2006 | Super Aguri F1 Team    | Super Aguri SA05 | Honda RA806E 2.4 V8  | BAR 18  | MAL 14 | AUS 12  | SMR Ret | EUR Ret | ESP 17  | MON Ret | GBR 17  | CAN 15  | EUA Ret | FRA Ret |         |        |         |        |         |        |         |         | 23º           | 0      |
| 2006 | Super Aguri F1 Team    | Super Aguri SA06 | Honda RA806E 2.4 V8  |         |        |         |         |         |         |         |         |         |         |         | ALE Ret | HUN 13 | TUR NC  | ITA 16 | CHN DSQ | JAP 15 | BRA 10  |         | 23º           | 0      |
| 2007 | Super Aguri F1 Team    | Super Aguri SA07 | Honda RA807E 2.4 V8  | AUS 12  | MAL 13 | BAR Ret | ESP 8   | MON 17  | CAN 6   | EUA Ret | FRA 16  | GBR 14  | EUR Ret | HUN 15  | TUR 18  | ITA 16 | BEL 15  | JAP 15 | CHN 14  | BRA 12 |         |         | 17º           | 4      |
| 2008 | Super Aguri F1 Team    | Super Aguri SA08 | Honda RA808E 2.4 V8  | AUS Ret | MAL 16 | BAR 17  | ESP 13  | TUR DNP | MON     | CAN     | FRA     | GBR     | ALE     | HUN     | EUR     | BEL    | ITA     | SIN    | CHN     | JAP    | BRA     |         | 21º           | 0      |

### IndyCar Series
| Ano  | Equipe                         | Chassi        | Motor | 1       | 2      | 3      | 4      | 5       | 6       | 7      | 8      | 9      | 10     | 11     | 12     | 13     | 14     | 15     | 16     | 17     | 18     | 19     | Rank | Pontos |
| ---- | ------------------------------ | ------------- | ----- | ------- | ------ | ------ | ------ | ------- | ------- | ------ | ------ | ------ | ------ | ------ | ------ | ------ | ------ | ------ | ------ | ------ | ------ | ------ | ---- | ------ |
| 2010 | KV Racing Technology           | Dallara IR-05 | Honda | SAO 22  | STP 22 | ALA 25 | LBH 18 | KAN 24  | INDY 20 | TXS 25 | IOW 19 | WGL 15 | TOR 25 | EDM 9  | MDO 25 | SNM 18 | CHI 26 | KTY 27 | MOT 12 | HMS 18 |        |        | 21º  | 214    |
| 2011 | KV Racing Technology – Lotus   | Dallara IR-05 | Honda | STP 5   | ALA 17 | LBH 21 | SAO 8  | INDY 33 | TXS 5   | TXS 12 | MIL 8  | IOW 19 | TOR 20 | EDM 21 | MDO 4  | NHM 7  | SNM 18 | BAL 18 | MOT 10 | KTY 15 | LVS1 C |        | 13º  | 282    |
| 2012 | Rahal Letterman Lanigan Racing | Dallara DW12  | Honda | STP 22  | ALA 24 | LBH 8  | SAO 3  | INDY 17 | DET 20  | TXS 22 | MIL 20 | IOW 12 | TOR 9  | EDM 2  | MDO 13 | SNM 27 | BAL 21 | FON 7  |        |        |        |        | 14º  | 281    |
| 2013 | A. J. Foyt Enterprises         | Dallara DW12  | Honda | STP 8   | ALA 14 | LBH 1  | SAO 2  | INDY 13 | DET 19  | DET 23 | TXS 11 | MIL 7  | IOW 23 | POC 22 | TOR 24 | TOR 20 | MDO 22 | SNM 23 | BAL 24 | HOU 17 | HOU 14 | FON 17 | 17º  | 322    |
| 2014 | A. J. Foyt Enterprises         | Dallara DW12  | Honda | STP 7   | LBH 22 | ALA 13 | IMS 9  | INDY 19 | DET 18  | DET 18 | TXS 18 | HOU 22 | HOU 19 | POC 21 | IOW 22 | TOR 23 | TOR 5  | MDO 18 | MIL 15 | SNM 4  | FON 6  |        | 18º  | 350    |
| 2015 | A. J. Foyt Enterprises         | Dallara DW12  | Honda | STP 13  | NLA 22 | LBH 18 | ALA 17 | IMS 9   | INDY 13 | DET 11 | DET 2  | TXS 16 | TOR 10 | FON 18 | MIL 14 | IOW 19 | MDO 24 | POC 6  | SNM 8  |        |        |        | 14º  | 323    |
| 2016 | A. J. Foyt Enterprises         | Dallara DW12  | Honda | STP 6   | PHX 15 | LBH 5  | ALA 13 | IMS 18  | INDY 26 | DET 11 | DET 10 | RDA 17 | IOW 11 | TOR 5  | MDO 9  | POC 22 | TXS 20 | WGL 17 | SNM 14 |        |        |        | 17º  | 320    |
| 2017 | Andretti Autosport             | Dallara DW12  | Honda | STP 5   | LBH 18 | ALA 9  | PHX 16 | IMS 12  | INDY 1  | DET    | DET    | TEX    | ROA    | IOW    | TOR    | MDO    | POC    | GMP    | WGL    | SNM    |        |        | 10º* | 97*    |
| 2018 | Rahal Letterman Lanigan Racing | Dallara DW12  | Honda | STP 12  | PHX 11 | LBH 21 | ALA 8  | IMS 10  | INDY 32 | DET 5  | DET 17 | TXS 7  | RDA 4  | IOW 3  | TOR 22 | MDO 17 | POC 21 | GTW 9  | POR 1  | SNM 25 |        |        | 12º  | 351    |
| 2019 | Rahal Letterman Lanigan Racing | Dallara DW12  | Honda | STP 19  | COA 7  | ALA 1  | LBH 8  | IMS 14  | INDY 3  | DET 3  | DET 13 | TXS 15 | RDA 10 | TOR 22 | IOW 20 | MDO 19 | POC 21 | GTW 1  | POR 15 | LAG 21 |        |        | 9º   | 415    |
| 2020 | Rahal Letterman Lanigan Racing | Dallara DW12  | Honda | TXS DNS | IMS 10 | ROA 9  | ROA 8  | IOW 10  | IOW 21  | INDY 1 | GTW 1  | GTW 9  | MDO 18 | MDO 18 | IMS 18 | IMS 14 | STP 10 |        |        |        |        |        | 7º   | 348    |

#### Resultados da 500 Milhas de Indianápolis
| Ano  | Chassi  | Motor | Classificação | Resultado | Equipe/time                    |
| ---- | ------- | ----- | ------------- | --------- | ------------------------------ |
| 2010 | Dallara | Honda | 31            | 20        | KV Racing Technology           |
| 2011 | Dallara | Honda | 10            | 33        | KV Racing Technology – Lotus   |
| 2012 | Dallara | Honda | 19            | 17        | Rahal Letterman Lanigan Racing |
| 2013 | Dallara | Honda | 18            | 13        | A. J. Foyt Enterprises         |
| 2014 | Dallara | Honda | 23            | 19        | A. J. Foyt Enterprises         |
| 2015 | Dallara | Honda | 24            | 13        | A. J. Foyt Enterprises         |
| 2016 | Dallara | Honda | 12            | 26        | A. J. Foyt Enterprises         |
| 2017 | Dallara | Honda | 4             | 1         | Andretti Autosport             |
| 2018 | Dallara | Honda | 16            | 32        | Rahal Letterman Lanigan Racing |
| 2019 | Dallara | Honda | 14            | 3         | Rahal Letterman Lanigan Racing |
| 2020 | Dallara | Honda | 3             | 1         | Rahal Letterman Lanigan Racing |
| 2021 | Dallara | Honda | 15            | 14        | Rahal Letterman Lanigan Racing |

- *Temporada em andamento.